# オクティベハ郡 (ミシシッピ州)
オクティベハ郡（英: Oktibbeha County）は、アメリカ合衆国ミシシッピ州の郡である。人口は5万1788人（2020年）。郡庁所在地はスタークビルであり、同郡で人口最大の都市である。郡名はインディアンの言葉で「血の混じった水」（川岸で戦闘が行われたため）あるいは「凍ったクリーク」を意味している。2000年以上前のインディアンによる工作物が、スタークビルの東、インディアン・マウンド・キャンプグランドに隣接するインディアン・マウンドで見つかっている。
オクティベハ郡はその全体でスタークビル都市圏を構成している。

## 地理
アメリカ合衆国国勢調査局に拠れば、郡域全面積は461.90平方マイル (1,196.3 km2)であり、このうち陸地457.71平方マイル (1,185.5 km2)、水域は4.19平方マイル (10.9 km2)で水域率は0.91%である。

### 主要高規格道路
- アメリカ国道82号線
- ミシシッピ州道12号線
- ミシシッピ州道25号線
- ミシシッピ州道182号線
- ミシシッピ州道389号線

### 隣接する郡
- ノクサビー郡 - 南東
- ウィンストン郡 - 南
- チョクトー郡 - 西
- ウェブスター郡 - 北西
- クレイ郡 - 北
- ラウンズ郡- 東

### 国立保護地域
- ノクサビー国立野生生物保護区（部分）
- トンビッグビー国立の森（部分）

## 人口動態
以下は2000年国勢調査による人口統計データである。
| 基礎データ - 人口: 42,902人 - 世帯数: 15,945 世帯 - 家族数: 9,264 家族 - 人口密度: 36人/km2（94人/mi2） - 住居数: 17,344軒 - 住居密度: 15軒/km2（38軒/mi2） 人種別人口構成 - 白人: 58.66% - アフリカン・アメリカン: 37.43% - ネイティブ・アメリカン: 0.16% - アジア人: 2.53% - 太平洋諸島系: 0.03% - その他の人種: 0.47% - 混血: 0.71% - ヒスパニック・ラテン系: 1.07% 年齢別人口構成 - 18歳未満: 21.0% - 18-24歳: 29.6% - 25-44歳: 24.8% - 45-64歳: 16.0% - 65歳以上: 8.6% - 年齢の中央値: 25歳 - 性比（女性100人あたり男性の人口） - 総人口: 99.9 - 18歳以上: 99.2 | 世帯と家族（対世帯数） - 18歳未満の子供がいる: 28.2% - 結婚・同居している夫婦: 39.9% - 未婚・離婚・死別女性が世帯主: 14.8% - 非家族世帯: 41.9% - 単身世帯: 27.7% - 65歳以上の老人1人暮らし: 6.7% - 平均構成人数 - 世帯: 2.42人 - 家族: 3.03人 収入と家計 - 収入の中央値 - 世帯: 24,899米ドル - 家族: 36,914米ドル - 性別 - 男性: 32,162米ドル - 女性: 20,622米ドル - 人口1人あたり収入: 14,998米ドル - 貧困線以下 - 対人口: 28.2% - 対家族数: 18.0% - 18歳未満: 30.3% - 65歳以上: 17.8% |

## 政治
2004年、共和党大統領のジョージ・W・ブッシュが、民主党候補のジョン・ケリーに対して、55%対43%でオクティベハ郡を制した。2008年、民主党のバラク・オバマは共和党のジョン・マケインに対して僅か6票差で郡を制した。民主党候補者としてオクティベハ郡を制したのは1956年以来のことになった。

## 都市と町

### 都市
- スタークビル - 郡庁所在地

### 町
- メイベン（一部はウェブスター郡）
- スタージス

### 未編入の町
| - ブラッドリー - クレイトンビレッジ - ヒッコリーグローブ | - ヒッコリーグローブエステイツ - ロングビュー - ミシシッピステイト | - オクトック - オズボーン - セサムス |

## 教育
オクティベハ郡は東ミシシッピ・コミュニティカレッジの担当範囲にも入っている。
ミシシッピ州立大学のキャンパスが郡内の一部スタークビル市に、一部未編入領域にある。